# 霍华德·休斯
小霍华德·罗巴德·休斯（英語：Howard Robard Hughes, Jr.，1905年12月24日—1976年4月5日），為美国著名商业大亨、投資者、飛行員、航空工程、电影制片人、慈善家，当时世界上最富有的人之一。他首先擔任電影製片人，然後成為航空界的一位有影響力的人物。在後期的生活中，他由於幾次飛機墜毀造成的慢性疼痛和不斷加劇的耳聾令强迫症（OCD）惡化，使他的行為變得古怪和過著隱居的生活方式。
作為一名特立獨行的電影大亨，休斯在1920年代後期的好莱坞起點階段獲得影響力，當時他製作了大成本和經常引起爭議的電影，例如《非法圖利》（1928年）、《地獄天使》（1930年）和《疤面》（1932年）。他後來控制了雷电华电影公司。

## 出生

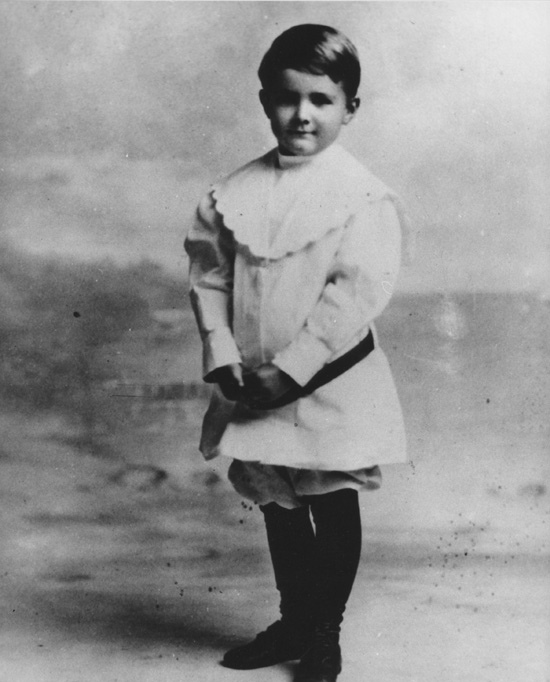
1912年4月拍攝曉治的相片

霍华德·休斯的出生地被記錄是德克萨斯州的漢布爾或侯斯頓。他多次聲稱他的生日是在平安夜。1941年由他的姨媽Annette Gano Lummis和Estelle Boughton Sharp簽署的休斯出生證明書說明他於1905年12月24日出生在德薩斯州的哈里斯縣。然而，在艾奧瓦州基奧卡克的聖約翰主教教堂的教區登記冊中，1906年10月7日記錄他的幼兒洗禮證書列出了他的出生日為1905年9月24日，沒有提及出生地。
休斯的父母是老侯活·R·曉治和Allene Stone Gano。老霍华德·休斯是钻探石油使用的双锥旋转钻头的发明者和休斯工具公司的创办者，他发明的钻头在石油钻探史上有革命意义。但是霍华德·休斯的父母在其十几岁的时候双双故去，霍华德·休斯继承了其父亲的大部分遗产。

## 教育
在十几岁的时候，霍华德·休斯宣称其人生目标为成为世界上最好的高尔夫球员、世界上最好的飞行员和世界上最好的电影制作人。他一生曾经在很多优秀学校就读，但是从来没有能够拿到一个学位。他曾经就读的学校有位于马萨诸塞州西牛顿的菲斯登學校（Fessenden School）、加利福尼亚洲奧海鎮的撒切爾學校（Thacher School）、加州理工學院和萊斯學院（Rice Institute，现萊斯大學）。在萊斯學院就读期间休斯继承了其父亲的公司並辍学。

## 电影制作人
霍华德·休斯利用其继承的财产跻身电影界。一开始休斯并不被电影界看好，认为他只是一个富家的纨绔弟子。但是1927年他发行了他拍摄的处女作《Everybody's Acting》和《两个阿拉伯骑士》，两部电影都获得了商业成功。《两个阿拉伯骑士》获得了奥斯卡最佳喜剧片导演奖。1928年的《非法圖利》和1931年的《犯罪的都市》都获得了奥斯卡奖提名。他花费了空前的400万美元私有资金自编自导1930年的空战史诗片《地獄天使》和他1932年制作的《傷面人》都成为了非常成功的影片。休斯最知名的电影为（Jane Russell）主演的《不法之徒》。由于在《傷面人》中的暴力情节和《不法之徒》中的暴露镜头，这两部影片遭到当时电影工业界的严格审查。
霍华德·休斯是著名的花花公子，同他有過交往的知名女性包括凯瑟琳·赫本、贝蒂·戴维斯、珍·泰妮、愛娃·嘉德納等。

## 航空家和工程师
霍华德·休斯终生爱好航空，也是一位飞行员和自学成才的航空工程师。他14岁开始学习飞行，创造了很多飞行世界记录，在掌管休斯飞机公司期间还设计并制造了几架飞机。他设计的飞机中最重要的应当为休斯H-1赛手。1935年9月13日，在试飞过程中休斯驾驶H-1创造了時速566公里的速度记录。1937年1月19日，他驾驶一架改装过的H-1创造了7小时28分25秒从洛杉磯到纽约的飞行记录，平均飞行時速518公里，打破之前由他自己所造的9小时27分的记录。
H-1赛手包括若干项创新设计，例如流线型机身、可收放起落架、向机身找平的铆钉和接头以减少空气阻力等。三菱零式、福克-沃尔夫FW190、格鲁门F6F地狱猫等二战期间的战机都受到了H-1的影响。1975年，霍华德·休斯所駕駛的H-1捐献给了位于华盛顿哥伦比亚特区的史密森尼博物館名下的国家航空航天博物馆。
1938年7月10日休斯驾驶一架洛克希德Model 14超級伊萊克特拉创造了91小时环球飞行的世界记录。
1938年休斯顿的威廉·P·霍比（William P. Hobby）机场被更名为「霍华德·休斯机场」，但是由于人们反对使用仍然健在的人物來命名机场，该机场的名字后来又改回了原名。
霍华德·休斯一生获得了很多奖项。包括1936年和1938年份的哈蒙獎盃，1939年Collier Trophy和1940年的Octave Chanute Award。1939年，美国国会为了表彰其环球飞行的功绩专门颁发了一枚國會金質獎章。据《纽约时报》报道他从来没有去华盛顿哥伦比亚特区领奖，最终美国总统哈利·S·杜魯門把这枚奖章寄给了霍华德·休斯。
1938年，「跨大陆及西部航空」（Transcontinental and Western Air，T&WA）的执行主管、曾做过好莱坞特技飞行員威廉·約翰·弗萊（William John Frye）购买了一批33座的波音307平流層客機。这种客机是世界上第一种有增压仓的客机。威廉·約翰·弗萊通过游说同样为航空前卫人士的霍华德·休斯获得了足够的资金，而休斯则成为T&WA的最大投资人。由于休斯的推动，T&WA在四十年代和五十年代一直是最先进客机的积极购买者。在休斯的管理下，T&WA取得了长足进步并更名为環球航空（Trans World Airlines，TWA）。TWA於2001年被美國航空併購。

### 休斯飛機公司
霍华德·休斯1932年创办了休斯飞机公司，目的是为了将战斗机改装成H-1型竞速飞机。公司位于洛克希德飞机公司位于加州博班的一个飞机仓库，当时是休斯工具公司的一个分部。二战期间，休斯飞机公司成为了一家主要的军机供应商，此后1947年又成立了直升机部门。
1948年休斯在飞机公司创建了一个新部门－休斯太空集团。休斯太空集团此后成为一个独立的公司，1961年成为休斯太空与通讯公司。而休斯飞机公司本身在1985年被通用汽车收购，成为休斯电子。1990年代末又被通用汽车出售，一部分后来被併入麦道公司，并最终由于麦道被併购而加入波音。公司的另一部分在1998年被雷神合并。

### 空难

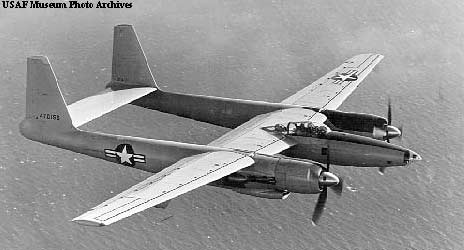
休斯 XF-11

1946年7月7日，霍华德·休斯在试飞XF-11时飞机发生故障坠毁于比華利山莊。飞机撞毁了三栋房屋并引燃大火。休斯受伤后被刚好在附近访问朋友的美国海軍陸戰隊軍士長威廉·L·德肯（William L. Durkin）救出。休斯在这次事故中折断了鎖骨和六根肋骨，并受到大面积三度烧伤。很多人认为在其治疗过程中大量使用的吗啡和止痛藥导致霍华德·休斯后来的鸦片瘾。他标志性的小胡子就是在这次事故后为了遮盖上唇的伤疤而留的。

### H-4大力神 （Hughes H-4 Hercules）
霍华德·休斯一生付出最大努力的飞机是H-4大力神，人们通常把这架飞机稱為“云杉鹅” （Spruce Goose，但实际上这架飞机大部分是使用白桦木制造而不是云杉）。H-4大力神是一架巨型水上飞机，至今还保持着最大翼展的世界纪录。其机身高度同空中巴士A380相同，并列世界第一，但是如果去掉起落架的话H-4大力神就要高于空中巴士A380。其长度則仅次于An-225運輸機、波音747和空中客车A380居世界第四位。這架飛機是利用機翼貼近地面或水面時會產生地面效應來製造巨大的升力，可運載大量貨物。霍华德·休斯亲自操纵她于1947年11月2日飞行了1英里。这架飞机是为美国在第二次世界大战中的应用制造的，但是在二战结束后才完工。美国参议院组成了一个调查委员会并把休斯传到华盛顿解释为什么没有能够在战争结束前交货，但是这个调查委员会在提交最终报告前就解散了。戰爭生產委員會（非軍方）最初與亨利·凱澤（Henry Kaiser）和休斯簽訂合同，生產第二次世界大戰期間使用的龐大的HK-1大力神飛船，用於在大西洋上運輸部隊和裝備，作為替代海上運輸船容易受到德國U艇的影響。這個項目遭到了軍方的反對，認為它會從優先級較高的項目中汲取資源，但被華盛頓的休斯強有力的盟友所主張。在爭執之後，凱撒退出了這個項目，休斯當選為H-4大力士製作者。但是，這架飛機直到二戰結束之後才完成。
大力士是世界上最大的飛行器，也是用木頭製造的最大的飛機，而在319英尺11英寸（97.51米）處，飛機的翼展最長（第二大翼展約310英尺）。
（大力神不再是有史以來最長或最重的飛機，這兩個稱號目前都是由Antonov An-225擁有。）
1947年11月2日，赫拉克勒斯號飛行1英里（1.6公里），高出水面70英尺（21米），休斯在飛機的控制下。大力神被評論家稱為雲杉鵝，但實際上它主要由樺木而不是雲杉或鋁製成，因為合同要求休斯製造“非戰略材料”的飛機。它建在休斯的加利福尼亞州韋斯切斯特的工廠. 1947年，霍華德·休斯被傳喚到參議院戰爭調查委員會作證，解釋為什麼H-4的發展如此困難，為什麼2200萬美元只生產了兩架F-11的原型機. 在1947年8月和11月期間，艾略特·羅斯福將軍和其他許多美國空軍官員也被要求參加在國會舉行的聽證會。
作為對TWA的路線獎勵和辯方獲得過程中瀆職的激烈爭議的證詞，休斯扭转了和主要质询者緬因州參議員歐文布魯斯特之间的局面并获得主动，聽證會被廣泛解读為休斯获得勝利。
在加利福尼亞長灘港展出之後，大力士被搬到了俄勒岡州的麥克明維爾，現在是長青航空航天博物館（Evergreen Aviation & Space Museum）的一部分。
於2017年11月4日，正是 H-4 大力士（Hughes H-4 Hercules）70年紀念日在長榮航空航天博物館舉辦，休斯的堂弟邁克爾·韋斯利·夏林（Michael Wesley Summerlin）和當年的頂級工程師戴夫·埃文斯（Dave Evans）的兒子布賴恩·埃文斯（Brian Palmer Evans）一同參與了此次 H-4 大力士70年盛大的紀念日，並且重新回到從前的年代拍攝了同樣場景的和人物的照片。當場全場的人都驚訝休斯的堂弟邁克爾·韋斯利·夏林像極了休斯。

## 霍华德·休斯医学研究所
1953年霍华德·休斯在特拉华州创立了霍华德·休斯医学研究所，专注于生物医学研究包括对“生命本身起源”的研究。

## 理察·尼克森与水门事件
1960年美国总统选举前，理察·尼克森因被揭发其兄弟曾接受霍华德·休斯20万零5千美元的贷款而且从未偿还而落选。
水门事件中，被闯入的办公室属于霍华德·休斯的雇员。

## 格洛瑪探勘者號

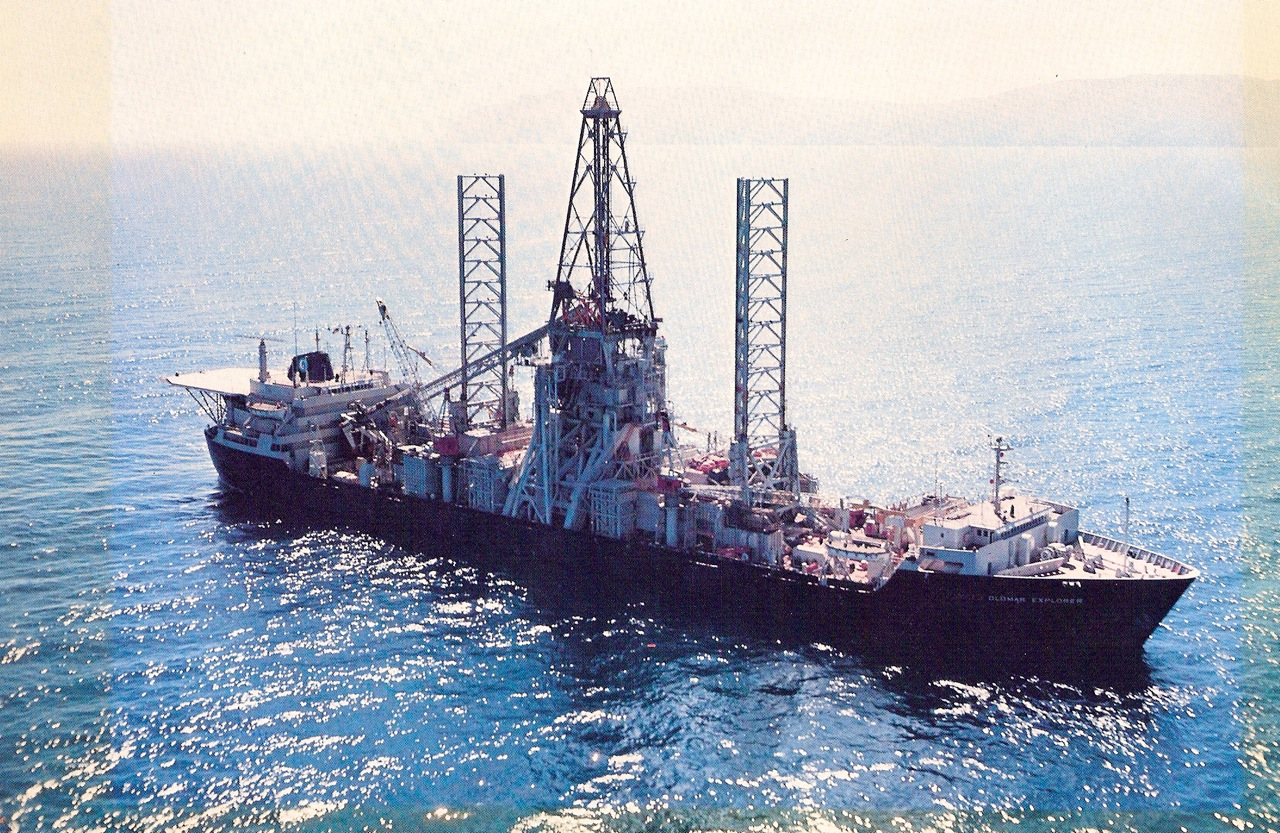
特種打撈船「格洛瑪探勘者號」

1972年中央情报局请霍华德·休斯帮助打捞一艘在夏威夷附近沉没的苏联K-129潜艇。霍华德·休斯以采集海底锰结核为名制造了一艘特種打撈船「格洛瑪探勘者」（Glomar Explorer）来进行此项秘密工程。
1974年打捞工作开始，但是在过程中发生的机械故障导致潜艇断裂，半艘潜艇落到了海底。很多人认为在失落的半艘潜艇中有苏联海军的密码本和核導彈。工作人员为这六名苏联海军人员举行了正规的海葬并进行了影像记录。
1974年，一个小偷从霍华德·休斯的办公室盗走了相关的资料。翌年，这项被媒體錯誤地命名为“詹尼弗計劃”（Project Jennifer，正式代號是「Azorian計劃」）的行动曝光。

## 晚年
霍华德·休斯老年从比佛利山搬到了波士顿，最后又搬到了拉斯维加斯并成了一个赌场大亨。1966年11月27日，霍华德·休斯收购了Desert Inn（现永利拉斯維加斯所在地），这个饭店的第8层成了其王国的控制中心，而第9层则成了他的私人住宅。
从1966到1968年间，他从黑手黨手中收购了Castaways（现幻景賭場和金銀島酒店所在地）、Frontier（後易名為New Frontier，現為皇冠渡假村集團興建中的Alon賭場）、The Landmark Hotel and Casino（现拉斯维加斯会展中心所在地）、金沙（现威尼斯人酒店所在地）和Silver Slipper等几家主要饭店和賭場，使拉斯维加斯摆脱了黑手党的控制。他希望把拉斯维加斯在人们印象中黑帮加妓女的形象改变为“穿着正装的男人和戴着珠宝穿着皮草的美丽女人从一辆豪华轎车里面出来的样子”。由于他有失眠症，他收购了几家拉斯维加斯地方电视台，这样在凌晨的时候他可以看他想看的节目。
霍华德·休斯的资产由一个被外人戏称为“摩门黑手党”（The Mormon Mafia）的小组掌管。这个小组除了管理休斯的庞大资产之外，还负责满足休斯的各种奇怪的愿望。例如休斯有一次想吃31冰淇淋（Baskin Robbins'）的香蕉坚果口味，但是Baskin Robbins'已经停产这种口味的雪糕，“摩门黑手党”于是按照Baskin Robins'最小的订单要求，专门定购了350加仑。但休斯几天之后说他又不想吃香蕉坚果口味了，结果Desert Inn向其赌场的顾客免费发放了一年的香蕉坚果口味雪糕。
作为拉斯维加斯的大亨，霍华德·休斯在内华达有很大的政治和经济影响力，甚至能够影响美国总统大选的结果。由于担心会受到核辐射威脅，休斯还曾经试图提供给兩位美国总统和理查德·尼克松每人1百万美元，让他们停止在内华达的地下核试验。霍华德·休斯的助手没有真的去行贿，而是告诉他拒绝受贿，而没有联系上。
1971年霍华德·休斯的妻子珍·彼得斯（Jean Peters）以两人分居很久为由申请离婚。彼得斯仅仅要求了每年7万美元的终生赡养费，按照通货膨胀调整，并放弃了休斯的财产。休斯想给彼得斯100万美元，但是彼得斯拒绝了。休斯的助手说休斯从来没有说过彼得斯的坏话。彼得斯也拒绝谈论她和休斯之间的生活，仅说她在申请离婚前已经有好几年没有见过休斯，只有通過电话。彼得斯还拒绝了几个传记作家和出版商具吸引力的邀请。
1972年，作家克利福德·歐文（Clifford Irving）宣称他将同霍华德·休斯合作一部霍华德·休斯的自传。他偽造了合同，並訪問休斯的友人。直到这部自传出版之前，休斯才透過電話訪問公开宣布他从来没有同意歐文為他写自传。最终歐文由于欺诈被关了14个月监狱。

## 死亡

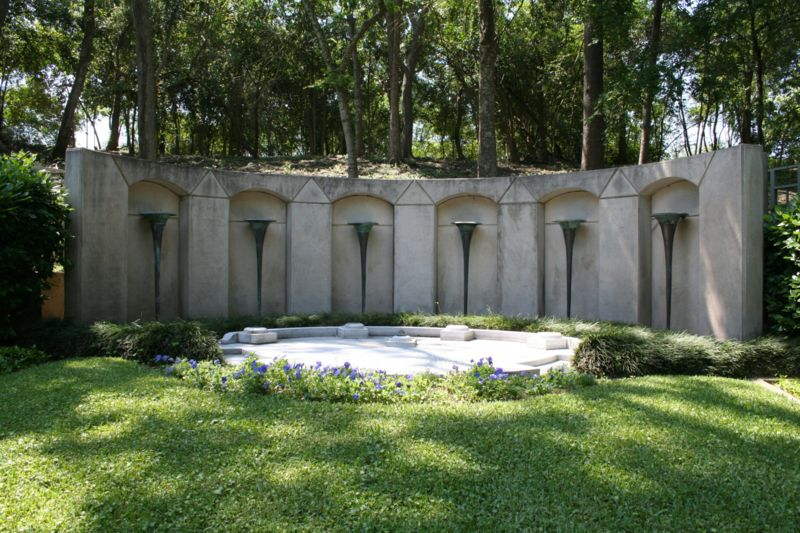
休斯家族墓地

1976年4月5日，70岁的霍华德·休斯在从墨西哥的住处去休斯敦的卫理公会医院时在飞机上去世。多年的深居簡出使其面容无法辨认，最终联邦调查局通过指纹认定其是霍华德·休斯。
尸体解剖认为他死于腎衰竭，但是在其血液中还有致命剂量的可卡因和大量的地西泮，其胳膊上还发现了一段折断的针头。另外，他也患有严重的營養不良。
霍华德·休斯最终被葬于休斯顿的格倫伍德公墓。

## 遗产
霍华德·休斯没有留下遗嘱，关于其二十億美元遗产发生了大量的诉讼。

## 写实性媒体介绍

### 书籍
- George J. Marrett - 《霍华德·休斯: 飞行家》 (2004) ISBN 1-59114-510-4, Naval Institute Press
- Richard Hack - 《休斯: 私人日记，备忘录和信签 : 美国第一个十亿富翁的的权威传记》 (2002) ISBN 1-893224-64-3
- Peter Harry Brown and Pat H. Broeske - 《霍华德·休斯: 未知的故事》 (1996) ISBN 0-525-93785-4, Penguin Books
- Robert Maheu and Richard Hack - 《在休斯身边: Behind the power and tragic downfall of Howard Hughes by his closest adviser》, HarperCollins (1992)
- Michael Drosnin - 《公民休斯: 用其自己的话讲述霍华德·休斯是如何收购美国的》, Broadway Books
- Donald L. Barlett and James B. Steele - 《帝国: 霍华德·休斯的生活，传奇和疯狂》 (1979) ISBN 0-393-07513-3 Republished in 2003 as Howard Hughes: His life and madness
- Terry Moore - 《美女与十亿富翁》, New York (1984).
- Terry Moore and Jerry Rivers - 《霍华德·休斯的激情》. General Publishing Group (1996)
- James Phelan - 《霍华德·休斯: 隐藏的岁月》. Random House (1976)
- Jack Real - 《霍华德·休斯的避难所》, Xlibris Corporation (2003), ISBN 1-4134-0875-3
- Ron Kistler - 《我给霍华德·休斯抓苍蝇》, Playboy Press (1976), ISBN 0-87223-447-9

### 电影
- 《The Amazing Howard Hughes（英语：The Amazing Howard Hughes）》是一部1977年的美國傳記電視電影，改編自Noah Dietrich的書籍《Howard: The Amazing Mr. Hughes》，湯美·李·鍾斯飾演侯活·曉治。
- 《Melvin and Howard（英语：Melvin and Howard）》（1980年），由強納森·德米執導，賈森·羅巴茲飾演侯活·曉治。
- 《Tucker: The Man and His Dream（英语：Tucker: The Man and His Dream）》（1988年），狄恩·史達威爾飾演侯活·曉治。
- 《神鬼玩家》（2004年），由執導，飾演侯活·曉治。获11项奥斯卡奖提名并获得了5项。
- 《Rules Don't Apply（英语：Rules Don't Apply）》（2016年），由華倫·比提執導和編劇，比提飾演侯活·曉治。

## 遊戲
- 2008年電子遊戲《生化奇兵》中的角色Andrew Ryan（英语：Andrew Ryan (BioShock)）是粗略地根據侯活·曉治而創作出來的。
- 2010年电子游戏《辐射：新维加斯》中的角色豪斯先生（Mr. House）的原型也是霍华德·休斯。两人名字类似，而且都掌握着拉斯维加斯的赌场和黑帮。

## 音乐
- Leadbelly 创作过一首叫做《霍华德·休斯》的民歌，并被用作电影《神鬼玩家》的结尾曲。
- The Boomtown Rats 在其1978年专辑《部队滋补品》中发行过一首 《我和霍华德·休斯》。
- 堪萨斯乐队在其《极点》专辑中发行过一首名为《壁橱慢性病》的关于霍华德·休斯的歌。
- Rick Nelson 在其1972年名曲 "Garden Party"中引用到霍华德·休斯，歌词为 "Mr. Hughes hid in Dylan's shoes wearing his disguise".
- 创世纪乐队在其1974年专辑《卧在百老汇的羊羔》中的《1974年的百老汇旋律》中唱道 "Howard Hughes in blue suede shoes（穿着蓝色羊皮鞋的霍华德·休斯）" 。
- 英国乐队 Ride 在其歌曲"Castle on the Hill"中提到霍华德·休斯，1992年还发行过名为《霍华德·休斯》的单曲.
- 英国乐队The Teardrop Explodes在其歌曲《奖赏》中唱到"Live in solitude like Howard Hughes（像霍华德·休斯一样生活在孤独之中）".
- John Hartford在其1972年专辑《晨号》中有一首名为《霍华德·休斯布鲁斯》 唱到 "可怜的老霍华德·休斯和他所有的忧郁"。
- 10cc 在其歌曲 "Wall Street Shuffle"中唱到"Oh, Howard Hughes, did your money make you better?（噢，霍华德·休斯，你的钱让你感觉好些了吗？）"
- 反资本主义说唱歌手Sole在其《装人的瓶子》专辑中有一首名为《MC 霍华德·休斯》的歌。
- Larry Norman的 《Without Love》中引用到霍华德·休斯。
- Jim Croce的歌《工作在洗车店的布鲁斯》中包括对霍华德·休斯的引用，Jim Croce自称自己是一个还没被发现的霍华德·休斯。
- Stan Ridgway1991年的歌曲《我想当老板》中说霍华德·休斯是那些想成为隐居的怪异亿万富翁的榜样。
- 70 Gwen Party发行过一首名为《霍华德·休斯》的单曲。
- AC/DC的《不好玩吗 (等待成为百万富翁)》中唱到 "Hey Howard, get your fuckin' jumbo jet off my airport!（嘿，霍华德，把你的巨型喷气式飞机从我的机场上弄走！）"。
- 英国朋克乐队 The Tights 写过一首名为《霍华德·休斯》的歌。
- 大提琴三重奏 Rasputina 创作过一首名为《霍华德·休斯》的歌。

## 註解
1. ↑  Klepper and Gunther 1996, p. xiii.
2. ↑  . BBC中文網. 2018-04-26  [2018-04-26]. （原始内容存档于2020-03-25）.